# 陽光法案
陽光法案（sunshine law），又稱「信息自由法」、「資訊公開」或「資訊自由」（freedom of information），是應用於促使政府機關的資訊向民眾公開的一個通稱，其基本假定是「在一個民主社會，人民有權利知道有關公共政策方面的決定究竟是如何達成的。陽光法案的基本出發點是「人民有知的權利」，但卻有人批評此舉可能妨礙了決策官員以祕密方式處理政務的作法。
目前一般人所理解的陽光法案，具有較為廣泛的意義，包括制定諸如政治獻金法、公職人員財產申報法、遊說法、利益衝突迴避法、資訊自由法、行政程序法等，目的在防止或減少政府機關及人員（包括民意機關代表）違法、濫權、自肥等行為的發生。

## 各地的陽光法案

### 瑞典
瑞典在1766年制定信息自由法並写入瑞典宪法，是历史上首条的信息自由法。在瑞典信息自由法被称为Offentlighetsprincipen（公众使用原则），并一直有效至今。

### 美国
美国于1967年通过《信息自由法》（Freedom of Information Act,FOIA）是美国关于联邦政府信息公开化的行政法规。

### 英国
英国于2000年通过的《信息自由法》帮助从事调查性报道的记者希瑟·布鲁克（Heather Brooke）获得了英国议会议员们申报各项开支的信息，从而引发了一场激烈的辩论。调查结果最终导致议会下议院议长及其他一些议员辞职。

### 臺灣
中華民國（台湾）於2005年12月6日制定了《政府資訊公開法》，同年12月28日公佈生效；於1993年6月15日制定了《公职人员财产申报法》，同年7月2日公佈生效。

### 中华人民共和国

#### 信息公开
2007年4月，國務院公佈了《中华人民共和国政府信息公开条例》，訂於2008年5月1日起生效。
为贯彻施行《中华人民共和国政府信息公开条例》，2008年4月29日，国务院发布了《国务院办公厅关于施行<中华人民共和国政府信息公开条例>若干问题的意见》（国办发[2008]36号）。
《中华人民共和国政府信息公开条例》施行过程中遇到诸多难题。

#### “阳光法案”
1980年代，领导干部财产申报制度被首次提出。1994年，第八届全国人大常委会曾将财产申报法正式列入立法规划，但未能实际进入立法程序。1995年4月20日，中共中央办公厅、国务院办公厅联合发布了《关于党政机关县(处)级以上领导干部收入申报的规定》。
2005年，在公务员法的制定过程中，对公务员财产申报制度予以规范的建议最终未被采纳。
2005年4月27日，《中华人民共和国公务员法》在十届全国人大常委会第十五次会议上获得通过，并于2006年1月1日起实行，该法中重申了《公务员管理暂行条例》“严禁在经济实体中兼职或者兼职取酬”的规定。2006年8月29日，中共中央召开政治局会议，研究党员领导干部个人有关事项的规定，《关于党员领导干部报告个人有关事项的规定》作为重要的党内法规颁布实施。
2010年7月，中共中央办公厅、国务院办公厅印发了《关于领导干部报告个人有关事项的规定》。其中“第二十三条　本规定自发布之日起施行。1995年发布的《关于党政机关县（处）级以上领导干部收入申报的规定》、2006年发布的《关于党员领导干部报告个人有关事项的规定》同时废止。”
2013年1月23日，中共中央纪律检查委员会十八届二次会议公报指出，“认真执行领导干部报告个人有关事项制度，并开展抽查核实工作”。

#### 香港特別行政區
六四事件後，人權團體Article 19及香港記者協會共同發布一份名為"Urgent Business: Hong Kong, Freedom of Expression and 1997"的報告，該報告描述香港回歸後所面臨的新聞自由危機，並斷言屆時記者必遭清算，政權也很可能利用法律遏制資訊流通及迫害記者。於是他們要求政府廢除12條潛在妨礙資訊流通的惡法（如緊急法）及制定資訊自由法。然而，港英政府卻以《香港人權法案條例》已能有效保障日後新聞自由為由僅廢除惡法並拒絕另立新法，此舉引起記協不滿。之後1995年3月，港府制定《公開資料守則》，以公務員管理規章的形式，要求表列的政府部門設立公開資料主任，向市民提供政務資料，但該守則並無法律約束力。本土研究社稱當時港府拒立該法讓今日香港社會付出沈重代價（如《鏗鏘集》編導蔡玉玲因車輛查冊被捕）。

## 外部連結
- 香港政府公開資料守則 （页面存档备份，存于）
- 向氏陽光法案獎 （页面存档备份，存于）